# Sandra Borowski
Sandra Borowski (* 6. März 1997 in Reutlingen) ist eine deutsche Fußballspielerin.

## Werdegang
Borowski startete ihre Karriere im Sommer 2006 mit den Bambini des FC Engstingen. Es folgten zwei Jahre bei Engstingen, bevor sie im Mai 2008 sich dem TSV Oferdingen anschloss. Sie spielte in Oferdingen in der E- und D-Jugend, bevor sie im Sommer 2010 in die D-Jugend des TSV Sondelfingen wechselte. In Sondelfingen spielte sie jedoch nur ein Jahr in der D-Jugend und ging im Herbst 2011 zum SV Vaihingen. In Vaihingen trainierte sie in der Saison 2011/12 einige Zeit mit der männlichen B-Jugend, als C-Jugend-Spielerin der Mädchenmannschaft. Nach der Saison verließ sie den Verein und wechselte in die ENBW B-Jugend-Oberliga Baden-Württemberg zum FV 09 Nürtingen. Ende Juni 2013 verkündete sie schließlich ihren Wechsel zum B-Juniorinnen-Bundesligateam VfL Sindelfingen. Aufgrund von Verletzungssorgen rückte sie im Herbst 2013 als 16-Jährige in den Bundesliga-Kader des VfL auf und debütierte am 20. Oktober 2013 in der Bundesliga gegen den BV Cloppenburg.  Nach zwei Spielzeiten in der ersten Mannschaft des VfL Sindelfingen in der Bundesliga, wechselte sie zum TV Derendingen.